# Jimmy Mayasi
Jimmy Mayasi (født 6. juni 1987 i Silkeborg) er en dansk fodboldspiller af congolesisk afstamning, som spiller for Gentofte Vangede Idrætsforening (GVI).
Jimmy  Mayasi arbejder nu (2018) i Bredalsparken fritidsklub hvor han er pædagog.

## Karriere

### Silkeborg IF
Mayasi startede sin professionelle karriere i 2007 hos Silkeborg IF, hvor han også havde spillet som ungdomsspiller. 
Han debuterede for klubben mod FC Fredericia i august 2007, og blev topscorer for klubben med 10 mål i 22 kampe i sæsonen 2007/08. Men da han ikke kunne blive enige med klubben om en forlængelse af kontrakten, stoppede han i klubben og rykkede i stedet til naboklubben AC Horsens.

### AC Horsens
I juli 2008 indgik Mayasi en fire-årig kontrakt med AC Horsens. Opholdet i AC Horsens sluttede dog allerede i juni 2011, da klubben ophævede kontrakten med Mayasi. Inden da var angriberen blevet degraderet til klubbens U19 hold efter at have omtalt klubbens træner Johnny Mølby i upassende vendinger på Facebook og havde ikke udsigt til at spille sig på førsteholdet.

### Skive IK
Efter bruddet med AC Horsens prøvede Mayasi at tilspille sig en kontrakt i flere klubber. Han trænede blandt andet med i skotske St. Johnstone F.C., Hobro IK, Viborg FF og norske IK Start inden det blev til en amatøraftale med Skive IK i 1. division.

### Tarxien Rainbows
I foråret 2012 spillede Mayasi for den maltesiske klub Tarxien Rainbows. Her var han med til at sikre klubben overlevelse i den bedste maltesiske række.

### Brønshøj BK
I efteråret 2012 spillede Mayasi for 1. divisionsklubben Brønshøj Boldklub.  Opholdet i Brønshøj blev dog aldrig den store succes, og Mayasi stoppede i klubben efter 3 kampe.

### Hvidovre IF
I februar 2013 blev han enige med 2. divisionsklubben Hvidovre IF om at spille forårssæsonen for klubben på en amatøraftale. Aftalen kom på plads efter et prøvetræningsophold i klubben, hvor Mayasi overbeviste cheftræner Per Nielsen om at han kunne være med til at optimere truppen. Opholdet i klubben blev dog spoleret af en skade og Mayasi fik kun træningskampe for klubben. Efter skadesperioden var overstået mente Hvidovre IF ikke at Mayasi havde niveauet til en forlængelse af aftalen, og Mayasi måtte derfor i sommeren 2013 forlade klubben til sin store skuffelse.

### Boldklubben Frem
Kort efter bruddet med Hvidovre IF indgik Mayasi en aftale med Boldklubben Frem i 2. division, hvor han genforenes med træner Henrik Jensen, der også var cheftræner for Mayasi i en del af tiden i AC Horsens.

### Videre karriere
Han  fortsatte i 2015 i GVI, og  2017	AB Tårnby, 2018	tilbage til GVI	og d en 24. juli 2019 skiftede Mayasi officielt til SC Egedal, som spiller i Danmarksserien. .